# Ijdileni
Ijdileni – wieś w Rumunii, w okręgu Gałacz, w gminie Frumușița. W 2011 roku liczyła 1028 mieszkańców.